# Nyctibatrachus poocha
Espèce
Nyctibatrachus poocha est une espèce d'amphibiens de la famille des Nyctibatrachidae. L'espèce a été découverte en 2011, en Inde. 

## Répartition
Cette espèce est endémique des Ghâts occidentaux en Inde. Elle se rencontre dans le Tamil Nadu et dans le Kerala. 

## Publication originale
- Biju, Van Bocxlaer, Mahony, Dinesh, Radhakrishnan, Zachariah, Giri & Bossuyt, 2011 : A taxonomic review of the Night Frog genus Nyctibatrachus Boulenger, 1882 in the Western Ghats, India (Anura: Nyctibatrachidae) with description of twelve new species. Zootaxa, no 3029, p. 1-96.